# Marko Kremžar
Marko Kremžar, slovenski gospodarstvenik, politik, pisatelj in publicist v Argentini, * 17. april 1928, Ljubljana, † 11. junij 2021, Buenos Aires

## Življenjepis
Marko Kremžar, sin časnikarja Franceta Kremžarja in njegove žene Gizele (rojena Rozman), je bil ena osrednjih osebnosti slovenske politične emigracije. Nekdanji domobranec je leta 1946 emigriral v Avstrijo, od leta 1949 pa živel v Buenos Airesu in tam 1958 diplomiral in 1973 doktoriral iz gospodarskih ved. Deloval je predvsem kot gospodarstvenik in ekonomist, hkrati pa kot eden vodilnih zdomskih politikov. Pomemben je bil tudi kot organizator in pedagog slovenskega srednjega šolstva v slovenski skupnosti v Buenos Airesu. Leta 2008 je za delo Čas tesnobe in upanja dobil 46. literarno nagrado vstajenje.

## Literarno delo
Kremžar je ob poklicnem delu razvil tudi bogato literarno dejavnost (novele in drame), še bolj pa strokovno (sociološke in politološke razprave). Napisal je vrsto knjig o vprašanjih novejše slovenske zgodovine, državljanske vojne in njenih posledic. Kremžarjeve raznolike spise povezuje iskanje rešitev, ki bi Slovencem omogočile, da premagajo zgodovinske razdore in si ustvarijo družbo, ki bi bila skladna s temeljnimi krščanskimi vrednotami.
Delni pregled literarnih del:
- Sivi dnevi (1962), spomini na življenje v ječi
- Pogled naprej (1983)
- Živi in mrtvi bratje (1985), drama
- Pot iz socializma (1986)